# Нажуа Белизел
Нажуа Белизел (на френски: Najoua Belyzel) е френска поп – рок/електро певица от марокански произход.

## Биография
Нажуа Белизел е родена на 15 декември 1981 г. в град Нанси, Франция. Израснала е в голямо семейство с три сестри и двама братя, баща ѝ е мароканец, а майка ѝ – египтянка. От малка се интересува от музика и започва да пише първите си песни още на 14 г.
Нажуа първоначално следва  право в Университета в Нанси, но го напуска и отива в Париж, за да гони музикалната си кариера. На един кастинг ѝ се усмихва късметът и става член на групата Benoit. След като песните им не предизвикват особен интерес, бандата се разпада.
По-късно Нажуа се запознава с текстописеца Кристоф Казаню (Christophe Casanave). Заедно работят върху песента Stella, която по-късно се появява в дебютния ѝ албум.
През 2005 г. излиза Gabriel, електро-поп денс песен. Тя става голям хит във Франция и стига до трета позиция във френската музикална класация Топ 40. През 2006 г. излиза първият ѝ албум, озаглавен „Entre deux mondes“. В него присъстват и още две песни, които също стават хит сред френскоговорещите страни – Je ferme les yeux и Comme toi. През септември 2007 г. излиза и новият ѝ сингъл Quand revient l'été. В най-скоро време ще бъде издаден и вторият ѝ албум „Moderato Cantabile“.